# Múscul peroneal lateral llarg
El múscul peroneal llarg (en terminologia anatòmica, musculus peroneus longus) és un múscul de la cama que es troba a la superfície lateral i externa de la cama. S'insereix, per dalt, al cap i terç superior del peroné i a la cara profunda de l'aponeurosi tibial i per baix, mitjançant un tendó llarg, a la base del primer metatarsià. L'innerva el nervi peroneal superficial. És el múscul extensor, abductor, extensor i rotatori del peu cap a fora.

## Galeria

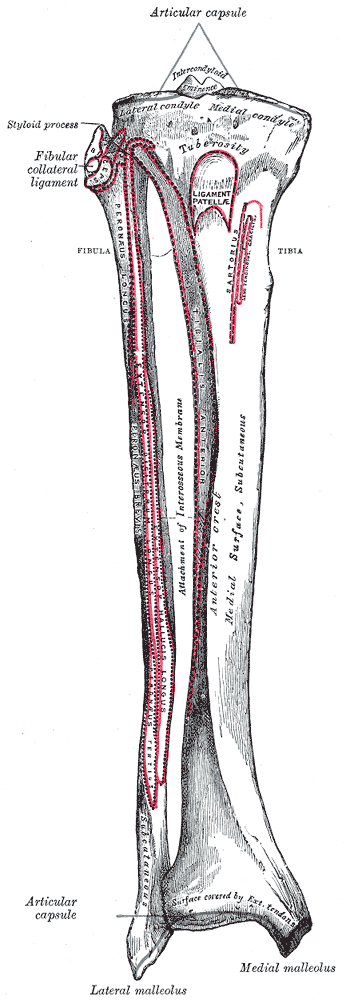
Músculs de la cama.